# Włodzimierz Liksza
Włodzimierz Liksza (ur. 9 lutego 1930 w Nowogródku, zm. 10 maja 2009 w Warszawie) – polski dziennikarz ("Express Wieczorny", "Życie Warszawy"), reżyser, pisarz, aktor.

## Życiorys

### Działalność społeczna
Przez 48 lat pracował w popołudniówce "Express Wieczorny". Był organizatorem, animatorem i społecznikiem, autorem blisko 50 akcji przeprowadzonych na łamach "Expressu Wieczornego", a dotyczących m.in. masowych wyjazdów wypoczynkowych za miasto ("Jedziemy na zieloną trawkę", "Warszawa – nasza miłość", "Niedziela z tatusiem", "Z zimą za pan brat"), zbiórki makulatury ("Papier do papierka"), corocznych imprez artystyczno-tanecznych dla najmłodszych ("Warszawski karnawał dziecięcy"), pomocy najuboższym ("Nie jesteś sam" - wspólna akcja z PKPS), konkursów na bale przedmaturalne ("Zabawa, jakiej nie było"). Podczas każdego karnawału był animatorem zabaw, w których łącznie uczestniczyło ponad 25 tys. dzieci, rodziców i opiekunów (przygotowywał program i prowadził konferansjerkę). Liksza był autorem tytułu oraz organizatorem (wraz z Cepelią) dwudniowej imprezy plenerowej w Warszawie - "Cepeliada" (w ostatnią sobotę i niedzielę maja). Organizował imprezy pt."Express dzieciom" na Stadionie Dziesięciolecia. Sfabularyzował dwie takie swoje imprezy: "Ten psotnik Karamba" i "Powrót Karamby". Stworzył postać wodza Indian "Orlego Szpona" - głównego bohatera wymyślonej przez siebie imprezy dziecięco-młodzieżowej z konkursami pod nazwą "Indiańskie rodeo". Wystąpił w przeszło 1500 tego rodzaju imprezach w domach kultury, domach małego dziecka, szpitalach dziecięcych, szkołach, przedszkolach i parkach warszawskich. Prowadził wspólnie z prof. Markiem Kwiatkowskim raz w miesiącu "Spacery z Syrenką" – imprezę turystyczno-edukacyjną przybliżającą dzieje i zabytki Warszawy oraz Mazowsza.
Liksza zainicjował i doprowadził do końca budowę składanego blejtramu z metalową ramą dla matejkowskiej "Bitwy pod Grunwaldem". Blejtram wybudowano całkowicie w czynie społecznym i przekazano Muzeum Narodowemu w Warszawie. Uczestniczył we wszystkich komitetach społecznych budowy Pomnika Powstania Warszawskiego. Na łamach gazet "walczył" piórem o udostępnienie zajmowanych przez urzędy obiektów zabytkowych na cele muzealne i ogólnodostępne. W odpowiedzi na jego postulaty przekazano m.in. Łazienkom Królewskim – pałac Myślewicki (wykorzystywany jako hotel dla gości zagranicznych ówczesnych władz). Zapoczątkował prace społeczne przy porządkowaniu Podzamcza w Warszawie. W akcji "Budujemy zieloną klamrę" warszawiacy na jego apel - przy pomocy miejskich służb ogrodniczych - uporządkowali teren od ogrodów Zamku Królewskiego do ul.Boleść. Mobilizował i zachęcał artystów i rzemieślników do udziału w odbudowie Zamku Królewskiego w Warszawie, zamieszczając nazwiska, dary i popularyzując inicjatywy społeczne, co przyczyniło się do gromadzenia zabytków ruchomych oraz podejmowania czynów społecznych w zakresie prac specjalistycznych.

### Dziennikarstwo
Jako dziennikarz zasłynął z cyklu artykułów i reportaży łączących wydarzenia historyczne ze współczesnością pod nazwą "To, co warszawskie" (II nagroda Klubu Publicystów Warszawskich). Jest autorem dwóch powieści odcinkowych drukowanych w "Expressie Wieczornym": "Kręte ścieżki" (o Polakach w Legii Cudzoziemskiej) oraz "Fatalny brylant", a także filmów dokumentalnych zrealizowanych w WFD: "Wypracowanie nie na temat" (nagroda ministra hutnictwa), "Niedźwiedź pana Podejki" oraz wyprodukowanego własnym kosztem dokumentu "Pierwsza Wileńska Juranda" (opowieści o 1 Wileńskiej Brygadzie AK, w której walczył jako 15-letni chłopiec, biorąc udział w największej partyzanckiej bitwie o Wilno pod Krawczunami-Nowosiłkami 7 lipca 1944). Napisał dwie jednoaktowe sztuki dla dzieci: "Gdzie jesteś Panie UFO?" (70 przedstawień) i "Był sobie król" (73 przedstawienia). Zagrał role epizodyczne w filmie Krzysztofa Wojciechowskiego: "Antyki" oraz noweli Pawła Pitery "Sen o Violletcie Villas" w filmie "Sny i marzenia".

## Nagrody
Włodzimierz Liksza został nagrodzony odznaczeniami państwowymi oraz wojskowymi: Krzyżem Kawalerskim Orderu Odrodzenia Polski, Srebrnym i Złotym Krzyżem Zasługi, Medalem Komisji Edukacji Narodowej, Złotą i Srebrną Syrenką za zasługi dla Warszawy, Srebrną Odznaką Odbudowy Warszawy, Odznaką Zasłużonego Działacza Kultury, Krzyżem Armii Krajowej, Krzyżem Partyzanckim, Odznaką Akcji „Burza”, Honorową Odznaką 1 Wileńskiej Brygady AK oraz Odznaką Pamiątkową Żołnierza Kresowego AK. Ostatnio mianowany do stopnia porucznika WP. Wyróżniony dyplomem (wyróżnienie honorowe) w plebiscycie "Warszawiak Roku 1998".